# Andrena ferghanica
Andrena ferghanica är en biart som beskrevs av Morawitz 1876. Andrena ferghanica ingår i släktet sandbin, och familjen grävbin. Inga underarter finns listade i Catalogue of Life.